# 施传镇
施传镇（1911年—1936年），本名培根，是昆劇傳習所出身的一位昆曲老生演員，活躍於蘇杭和上海一帶，是“傳字輩”的当家老生。周信芳对他十分推崇，常去觀看他的演出。戏曲评论家黄南丁曾說他的老生戏“无瑕可击”、“有口皆碑”。

## 生平
施传镇出生於宣统三年（1911）的苏州，家住司前街。其祖父施松福、其父施桂林都是昆旦，因此自幼就開始學習昆曲。1922年進入昆剧传习所學習，师承吴义生，也曾和沈月泉、沈锡卿學習。昆劇傳習所倒閉之後進入新乐府昆班，後來又發起了“仙霓社”。
1936年夏，他随仙霓社到杭、嘉、湖一帶巡演完畢，返回蘇州，不久因伤寒症病逝，時年26岁。仙霓社也隨著他的逝世而一蹶不振。